# Stanley Whittaker
Stanley Mace Whittaker (Filadelfia, Pensilvania, 21 de octubre de 1994) es un baloncestista estadounidense que pertenece a la plantilla del Dinamo Sassari de la Lega Basket Serie A. Con 1,83 metros de estatura, juega en la posición de escolta. 

## Trayectoria deportiva
Es un escolta formado en la Esperanza Academy Charter High School de su ciudad natal, hasta que en 2013 ingresó en el Frank Phillips College, situada en Borger (Texas), Georgia, donde jugó durante dos temporadas. En 2015, ingresó en la Universidad Keiser, situada en Fort Lauderdale, Florida, donde jugó otras dos temporadas, desde 2015 a 2017.
El 5 de enero de 2020, firma por el Jonava Jonavos de la liga lituana de baloncesto.
Unos meses más tarde, firma por temporada y media por el UBSC Raiffeisen Graz de la Admiral Basketball Bundesliga, la máxima categoría del baloncesto austríaco, donde juega hasta el final de la temporada 2020-21.
En la temporada 2021-22, se compromete con el PS Karlsruhe Lions de la ProA, la segunda división germana.
El 8 de junio de 2022, firma por s.Oliver Baskets de la Basketball Bundesliga.
El 19 de junio de 2023, el Dinamo Sassari de la Lega Basket Serie A italiana anunció su fichaje.